# Kell Field Air Terminal
Le Kell Field Air Terminal – ou Little Adobe – est un terminal aéroportuaire américain à Wichita Falls, dans le comté de Wichita, au Texas. Construit en 1928 dans le style Pueblo Revival, cet édifice qui avait originellement un usage civil fait aujourd'hui partie de la Sheppard Air Force Base. C'est un Recorded Texas Historic Landmark depuis 1981.